# Réserve de biodiversité de la Moraine-d'Harricana
La réserve de biodiversité de la Moraine-d'Harricana est une réserve de biodiversité du Québec située à Rouyn-Noranda et dans La Vallée-de-l'Or. Cette aire protégée de 365 km2 a pour objectif de protéger des échantillons représentatifs de la province naturelle des basses-terres de l'Abitibi. Elle a été créée en 2019 et est administré par le ministère de l'Environnement et de la Lutte contre les changements climatiques.

## Toponymie
Le nom de la réserve de biodiversité de la Moraine-d'Harricana doit son nom à la moraine d'Harricana, qui reprend lui même son nom de la rivière Harricana. Ce nom proviendrait de l'algonquin et signifierait « rivière aux biscuits », le biscuit en question étant une sorte de pain dur qui se conservait longtemps qui était utilisé par les voyageurs. Le nom de la rivière apparaît sur une carte d'Alexander Mackenzie en 1801 sous le nom « Harricanaw ». Elle apparaît sous sa graphie actuelle sur une carte de Bradford[Qui ?] de 1835. Les Algonquins emploie aussi Inikana pour désigner la rivière, terme qui signifie « route fluviale ».